# Sigöldulón
Il lago Sigöldulón, conosciuto anche con il nome di Krókslón, si trova nella regione meridionale dell'Islanda chiamataSuðurland, nel territorio comunale della città di Rangárþing ytra, nella contea di Rangárvallasýsla, non lontano dal maggior lago della contea Landmannalaugar.

## Geografia
Come gran parte dei laghi di questa zona il Sigöldulón è di origine artificiale, rappresenta infatti il bacino idrico del corso del fiume Tungnaá, creato in seguito alla costruzione di una diga per la produzione di energia idroelettrica.
Ha una superficie di circa 14 km² ed un volume pari a 140 km³.

## Storia
Negli anni tra il 1973 e 1977 sulle sponde del lago viene creata la centrale idroelettrica Sigölduvirkjun, in grado di produrre energia pari a 150 MW di potenza: il flusso d'acqua proviene da 3 turbine da 50 MW di potenza ciascuna della diga lunga 925 metri e alta 40 m realizzata in pietra di tufo.